# Neozimiris pinta
Neozimiris pinta là một loài nhện trong họ Gnaphosidae.
Loài này thuộc chi Neozimiris. Neozimiris pinta được Norman I. Platnick & Mohammad U. Shadab miêu tả năm 1976.